# Символическая лента

Пример символической ленты: красная лента — символ солидарности с ВИЧ-положительными и пациентами, у которых развился СПИД.

Символическая лента (или уведомляющая лента, от англ. Awareness ribbon) — небольшой кусок ленты, сложенный в петлю. 
Символическая лента используется для демонстрации отношения владельца ленты к какому-либо вопросу или проблеме, выражения поддержки какому-либо общественному движению.
Символический смысл ленты зависит от её цвета. Различные организации и группы выбрали один из цветов ленты как символ поддержки и понимания, в результате один цвет может символизировать различные идеи. И наоборот, некоторые движения символизируются сразу несколькими цветами. Так красный или зеленовато-голубой цвет может означать внимание к проблеме наркотической зависимости, а фиолетовые и белые — к болезни Альцгеймера.
Подобные ленты часто прикалываются к одежде или повязываются на автомобильные антенны. Изображение лент может быть напечатано на наклейке, изображено на магните, в США их часто размещают на транспортных средствах.